# NGC 529
NGC 529 è una galassia lenticolare situata nella costellazione di Andromeda a una distanza di circa 214 milioni di anni luce dalla nostra Via Lattea.

## Scoperta
NGC 529 è stata scoperta il 17 novembre 1827 dall'astronomo britannico John Herschel.

## Gruppo di NGC 507 e HCG 10

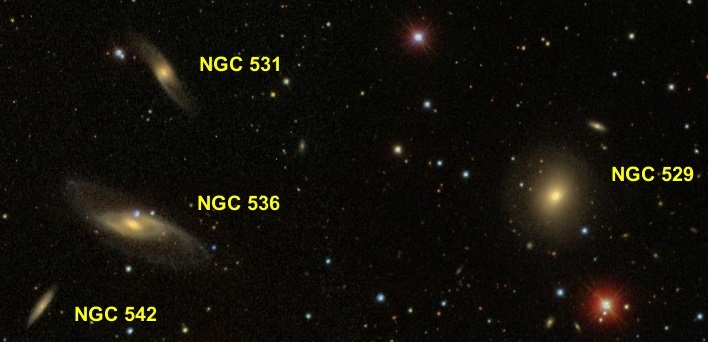
Il gruppo compatto di Hickson HCG 10 nelle immagini SDSS.

Assieme a NGC 531, NGC 536 e NGC 542, NGC 529 fa parte del Hickson Compact Group HCG 10. 
NGC 529 fa anche parte del Gruppo di NGC 507, un vasto raggruppamento che comprende almeno 42 galassie, 21 delle quali figurano nel New General Catalogue (NGC) e 5 nell'Index Catalogue (IC). Quattro membri di questo gruppo sono anche inclusi tra le galassie di Markarian. La  galassia più luminosa del gruppo è NGC 507, mentre la più estesa è NGC 536.

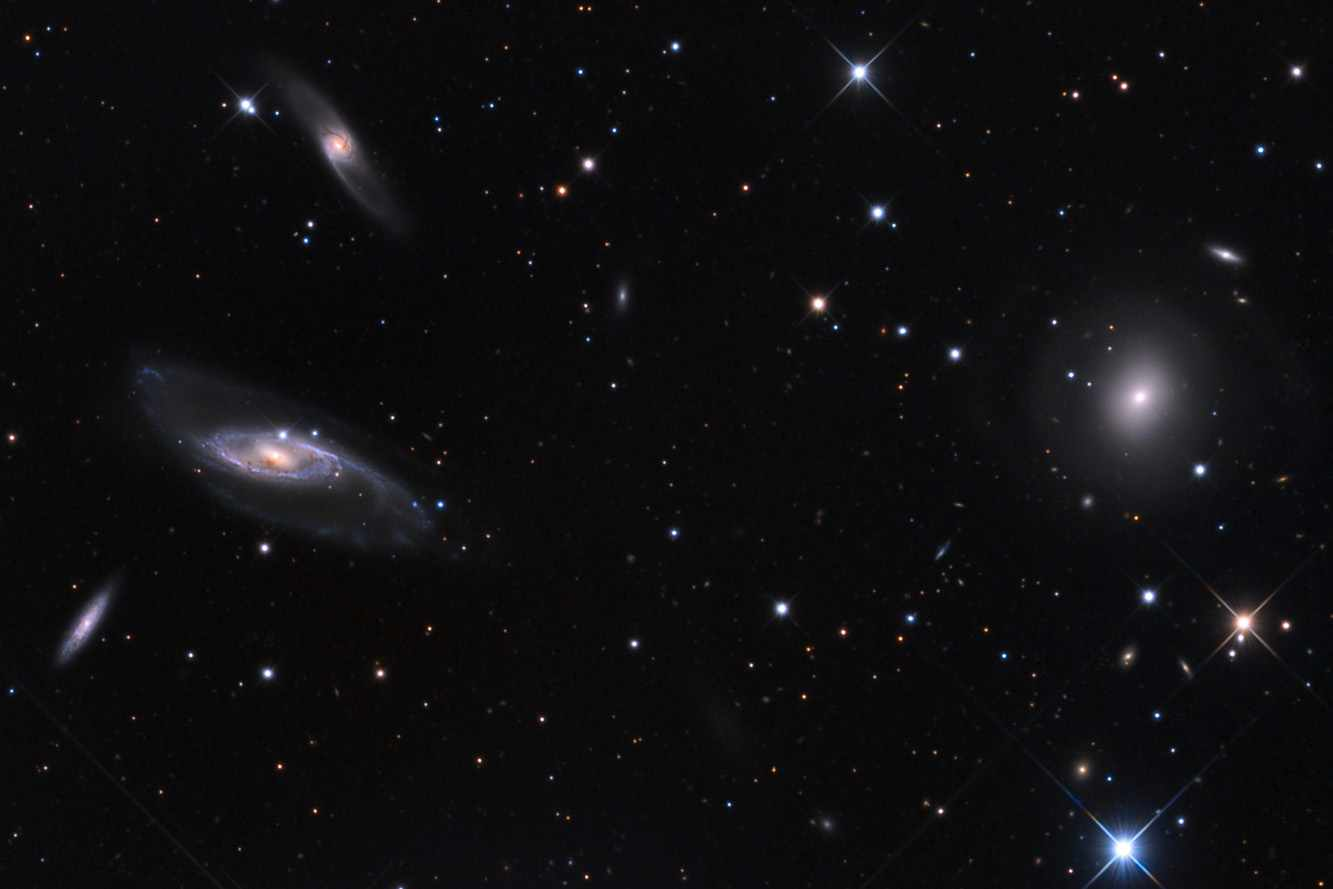
HCG 10 ripreso da Adam Block, Osservatorio di Monte Lemmon.